# Vittorio Occorsio
Vittorio Occorsio (Roma, 9 de abril de 1929-Roma, 10 de julio de 1976) fue un magistrado italiano, víctima del llamado Terrorismo nero durante los años de plomo italianos. Había participado en el proceso de la piazza Fontana y en el proceso al movimiento de inspiración neofascista Ordine Nuovo.

## Biografía
Occorsio realizó estudios clásicos en la escuela secundaria Julio César y luego se graduó en Derecho. Tras la explosión de una bomba en la piazza Fontana de Roma el 12 de diciembre de 1969, se ocupó como fiscal adjunto del primer interrogatorio a Pietro Valpreda, que fue acusado del asesinato de catorce personas y de las heridas provocadas a ochenta más. En 1971 pidió la disolución del movimiento Ordine Nouvo, pidiendo la aplicación de la Ley Scelba contra la reconstrucción del partido fascista. 
En abril de 1976 fue el primer magistrado que se ocupó de la logia masónica secreta llamada Logia P2 e investigó las relaciones entre el terrorismo neofascista, la masonería y el aparato del SIFAR. Previamente había trabajado en investigaciones sobre los dos golpes fallidos, el Plan Solo y el golpe Borghese, y había iniciado una investigación sobre las relaciones de algunos miembros de la P2 con el terrorismo negro y el hampa dedicada a secuestros, como la Banda de Marsella se centra en particular en el secuestro de Alfredo Danesi, Amedeo Ortolani, Fabrizio Andreuzzi y Claudio Francisci. La condena obtenida en el proceso se resume en una significativa declaración realizada a su amigo y colega Ferdinando Imposimato:

Sono certo che dietro i sequestri ci siano delle organizzazioni massoniche deviate e naturalmente esponenti del mondo politico. Tutto questo rientra nella strategia della tensione: seminare il terrore tra gli italiani per spingerli a chiedere un governo forte, capace di ristabilire l’ordine.

### Asesinato

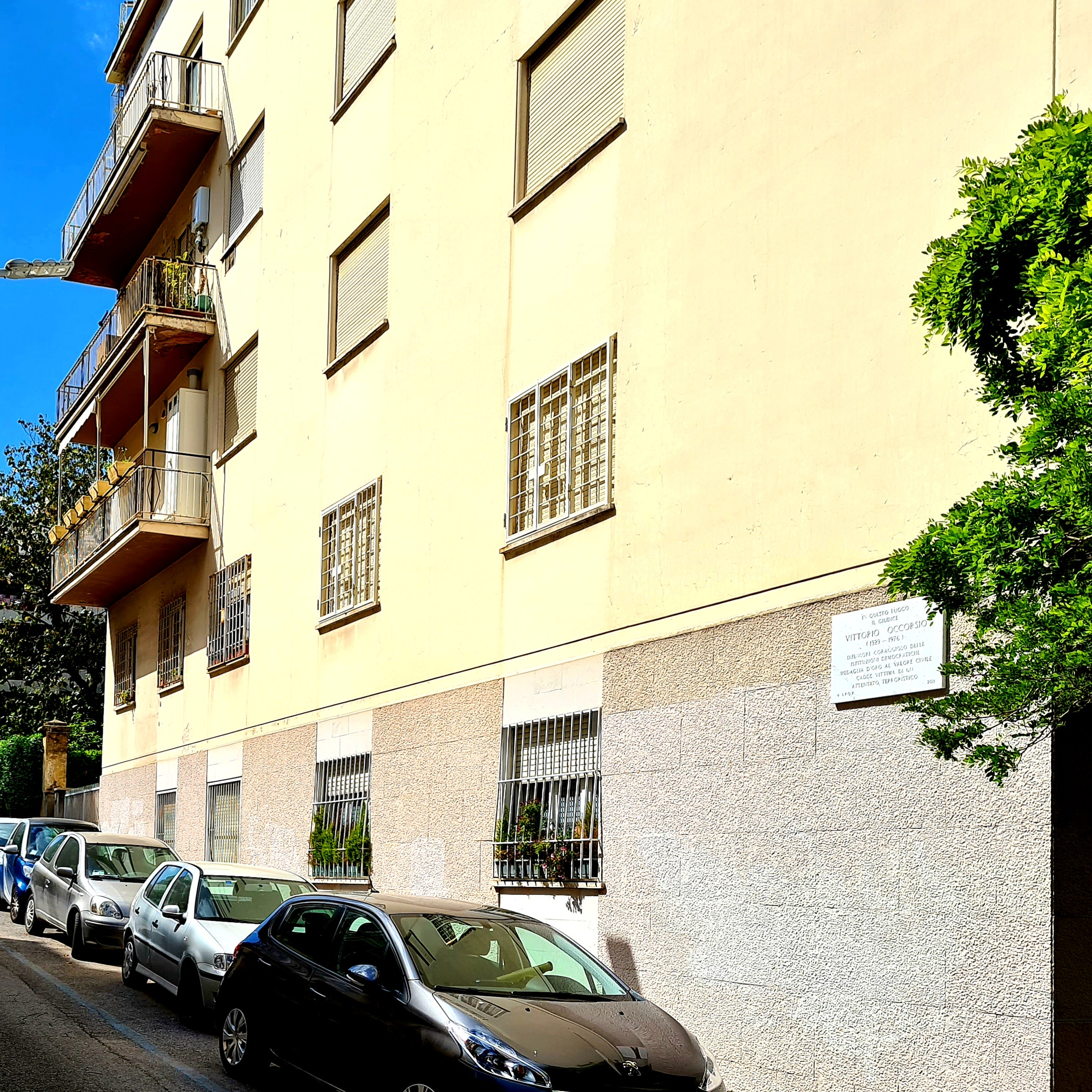
Lugar donde murió Vittorio Occorsio.

Vittorio Occorsio fue tiroteado la mañana del 10 de julio de 1976. Pierluigi Concutelli fue la mano ejecutora. Descargó sobre su víctima 32 disparos de ametralladora cuando se dirigía a la oficina en su automóvil, un Fiat 125, en el cruce de la vía Mogadiscio y la vía Giuba, a unos metros de su casa. Se iría de vacaciones tres días después esperando el regreso de su colega Imposimato. Antes de desaparecer, sus asesinos se llevan su maletín que contiene el expediente de los secuestros y, según reveló el periodista Franco Scottoni, un documento que reveló la compra por parte de la Organización Mundial de Asistencia Masónica (Ompam) de un edificio en Roma por 8 millones de dólares igual al monto total pagado por los rescates de los secuestros por los que fue detenido Albert Bergamelli. Tres meses después su fuente Totò D'Agostino, jefe de Canolo, también fue asesinado por Domenico Papalia, absuelto sin embargo 41 años después por el Tribunal de Apelación de Perugia tras ser condenado a cadena perpetua; [4] D ' Agostino, asesinado por orden de Antonio Nirta (jefe de San Luca que el día del secuestro de Aldo Moro habría estado en via Fani infiltrado en la BR por el exgeneral de los Carabinieri Francesco Delfino), habría informado al juez de un flujo. El dinero llegó de los secuestros y se transportó a Calabria para ser utilizado en acciones subversivas y para financiar excelentes asesinatos.

### Reivindicación
En el coche del juez apareció un pasquín firmado por el Nuovo Ordine : Occorsio fue acusado de «oportunismo arribista y de «haber servido a la dictadura democrática persiguiendo a los militantes del Nuevo Orden y las ideas que portan. Vittorio Occorsio, de hecho, ha iniciado dos juicios contra el MPON ".
Como reveló el juez Ferdinando Imposimato en una entrevista de 1990:

### Proceso
Para el homicidio en el octubre del '76 se indagan primera Danilo Abbruciati y luego Alvaro Pompili; también lo mismo Licio Gelli está sentido por los magistrados de Firenze Pier Luigi Vigna y Gabriele Chelazzi.
El 16 de marzo de 1978 estuvieron condenados pero los neofascisti Pierluigi Concutelli y Gianfranco Hierro, como esecutori materiales. Absueltos en cambio otros imputados cuáles mandanti del homicidio; mandanti que no estarán divisados nunca. Concutelli, condenado al ergastolo, beneficiará de los domiciliari del 2009 para graves motivos de salud; el criminal era iscritto con la tessera n. 11.070 a la loggia massonica Camea de Palermo cuyos afiliados fueron inquisiti en el 1979 para haber ayudado el banquero Michele Sindona en el suyo fingido sequestro.

## Distinciones
A la memoria del magistrado ha sido dedicado el parque de Villa Mercede a Roma después del restauro y está titulada una aula del Palacio de Justicia de Roma. También lleva su nombre una aula del instituto Giulio Cesare, donde él había estudiado. Dos lápidas conmemorativas fueron colocadas en el interior de Villa Leopardos, junto a la Vía Makallè, y la otra en vía Mogadiscio, esquina vía Giuba, lugar del homicidio.